# South Lanarkshire
South Lanarkshire (gael. Siorrachd Lannraig a Deas) – jednostka administracyjna w południowej Szkocji, w granicach historycznego hrabstwa Lanarkshire. Obejmuje dolinę rzeki Clyde wraz z okolicami, zajmując obszar 1772 km². Liczy 313 830 mieszkańców (2011). Ludność skoncentrowana jest w północnej części hrabstwa, obejmującej południowe obrzeża aglomeracji Glasgow, na południu przeważają obszary wiejskie.

## Demografia
| Grupa etniczna                | % ogółu |
| ----------------------------- | ------- |
| Biali – Szkoci                | 91,6%   |
| Biali – pozostali Brytyjczycy | 3,8%    |
| Biali – Irlandczycy           | 1,0%    |
| Biali – Polacy                | 0,4%    |
| Biali – pozostali             | 0,9%    |
| Azjaci                        | 1,6%    |
| Pozostali                     | 0,7%    |
| Łącznie                       | 100,0%  |

| Wyznanie                                 | % ogółu |
| ---------------------------------------- | ------- |
| Chrześcijanie – Kościół Szkocji          | 35,1%   |
| Chrześcijanie – Kościół rzymskokatolicki | 22,2%   |
| Chrześcijanie – pozostali                | 4,0%    |
| Muzułmanie                               | 0,8%    |
| Pozostałe wyznania                       | 0,7%    |
| Brak wyznania                            | 30,6%   |
| Brak odpowiedzi                          | 6,7%    |
| Łącznie                                  | 100,0%  |

| Język                                                      | % ogółu |
| ---------------------------------------------------------- | ------- |
| Posługuje się językiem angielskim dobrze lub bardzo dobrze | 99,1%   |
| Potrafi posługiwać się językiem gaelickim szkockim         | 0,4%    |
| Potrafi posługiwać się językiem scots                      | 28,0%   |